# FC Garde Républicaine
El FC Garde Républicaine  és un club de Djibouti de futbol de la ciutat de Djibouti. Anteriorment fou conegut com a FC Guelleh Batal de la Garde Républicaine/SID, FC Guelleh Batal GR/SID o FC Garde Républicaine/SIAF.
Tradicionalment jugava de color groc i negre. També ha jugat de vermell.

## Palmarès
- Lliga djiboutiana de futbol:[9]
  - 2020, 2023
- Copa djiboutiana de futbol:[10]
  - 2009, 2012, 2015
- Supercopa djiboutiana de futbol:[10]
  - 2009